# Back on the Mainland
Back on the Mainland – album na żywo Elvisa Presleya, składający się z utworów nagranych 26 stycznia 1973 w Las Vegas (Opening Show). Wydany w 2005 roku.  

## Lista utworów
1. „2001”
2. „C.C. Rider”
3. „Burning Love”
4. „Something”
5. „Introduction Of Kathy Westmoreland”
6. „You Gave Me A Mountain”
7. „Steamroller Blues”
8. „Sweet Caroline”
9. „My Way”
10. „Love Me”
11. „Blue Suede Shoes”
12. „Johnny B. Goode”
13. „Lawdy Miss Clawdy”
14. „Fever”
15. „Hound Dog”
16. „I Can’t Stop Loving You”
17. „I’m So Lonesome I Could Cry”
18. „What Now My Love”
19. „Suspicious Minds”
20. „Band Introductions”
21. „I’ll Remember You”
22. „Long Tall Sally – Whole Lotta Shakin’Goin’On”
23. „Can’t Help Falling In Love”